# 利比里亞足球協會
利比里亞足球協會是專門管轄利比里亞足球事務的組織。利比里亞足球協會成立於1936年，並在1962年加入國際足協。此外，它還是非洲足協和西非洲足球聯會的成員之一。

## 外部連結
- 官方網頁
- 國際足協網頁（页面存档备份，存于）
- 非洲足協網頁（页面存档备份，存于）